# Senecio riskindii
Senecio riskindii là một loài thực vật có hoa trong họ Cúc. Loài này được B.L.Turner & T.M.Barkley miêu tả khoa học đầu tiên năm 1993.